# Panzeria setifrons
Panzeria setifrons là một loài ruồi trong họ Tachinidae.